# GNU Zebra
GNU Zebra – wolne oprogramowanie na licencji GNU GPL, będące implementacją protokołów rutingu opartych na TCP/IP. Obsługuje protokoły RIP, OSPF oraz BGP w wersjach tradycyjnych, jak i IPv6.
Zebra jest napisana modułowo, każdy protokół rutingu występuje w postaci osobnego procesu w systemie. Konfiguracja poszczególnych protokołów rutingu jest dokonywana z używaniem składni bardzo zbliżonej do składni używanej w urządzeniach Cisco. Projekt Zebra zainicjował Kunihiro Ishiguro.
Oprogramowanie GNU Zebra nie jest już rozwijane, ostatnia stabilna wersja nosi numer 0.95a i została wydana 2005-09-08. Mimo to na świecie wciąż jest sporo ruterów opartych na systemach GNU/Linux albo BSD, które działają właśnie dzięki Zebrze. Nieoficjalnym następcą projektu GNU Zebra jest Quagga, która powstała w oparciu o kod Zebry i jest wciąż aktywnie rozwijana.